# Dupnica (Ryczów)
Dupnica (436 m) – wzgórze w miejscowości Ryczów w województwie śląskim, w powiecie zawierciańskim, w gminie Ogrodzieniec. Znajduje się w widłach dwóch dróg; jedna z nich (asfaltowa) prowadzi z Ryczowa do Złożeńca, druga gruntowa do Pilicy. Są to tereny Wyżyny Częstochowskiej z licznymi skałami wapiennymi. W Ryczowie jest wiele takich skał. Są to skały Dupnica należące do tzw. Ryczowskiego Mikroregionu Skałkowego.
Północną i zachodnią część Dupnicy porasta las (głównie sosnowy). Na południowych, bardziej łagodnych stokach znajduje się duża łąka. W partiach szczytowych jest kilka wapiennych skał. Są one obiektem wspinaczki skalnej. Wspinacze podzielili je na 3 grupy; skały północne, południowe i zachodnie. Po raz pierwszy rozpoczęli na nich wspinaczkę w latach 70. XX wieku. Nie nadali jeszcze nazw poszczególnym skałom, ale już poprowadzili na nich kilka ubezpieczonych dróg wspinaczkowych. Są to drogi trudne (VI.1–VI.4+ w skali Kurtyki).

## Skały na wzgórzu Dupnica

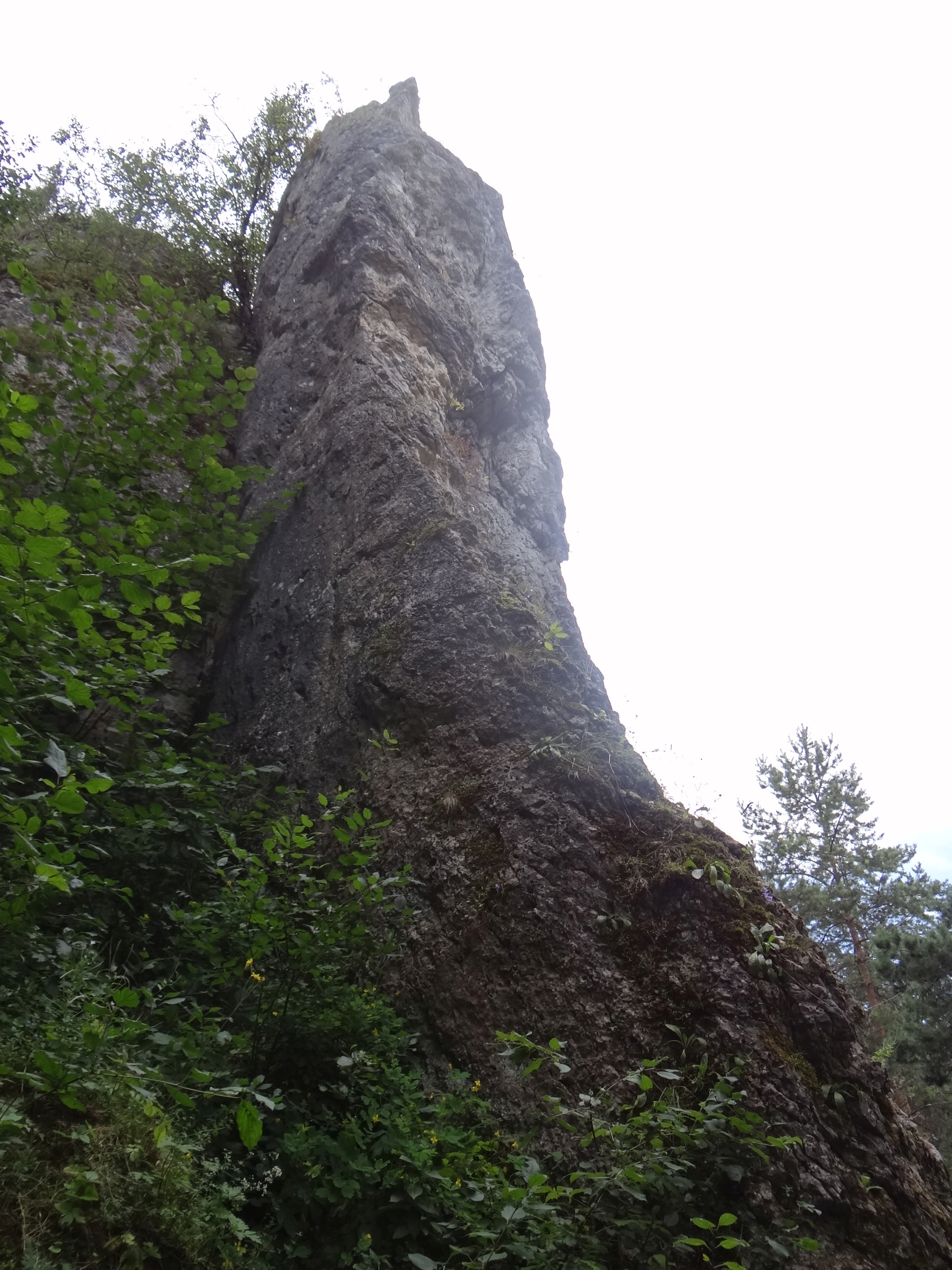
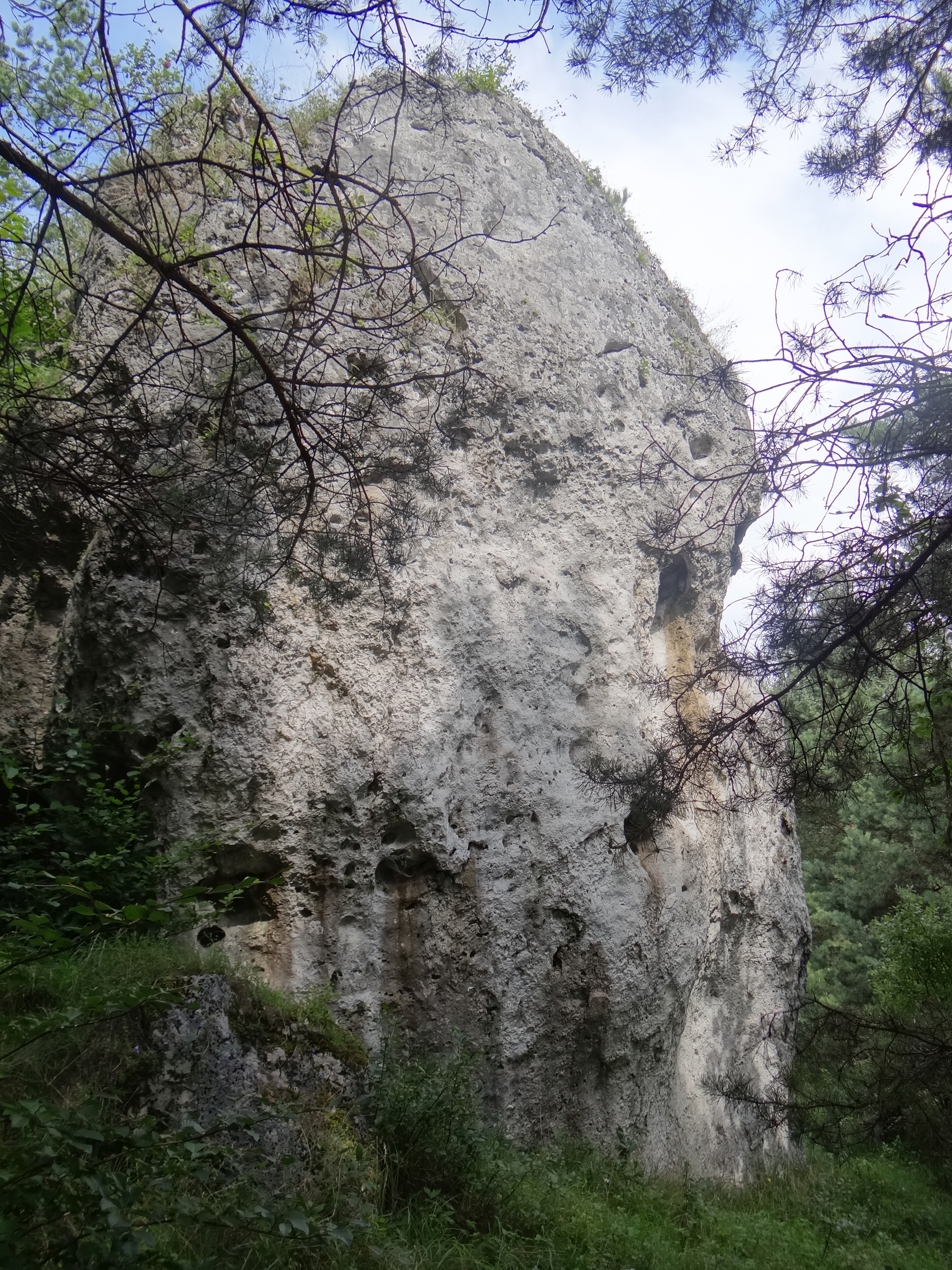
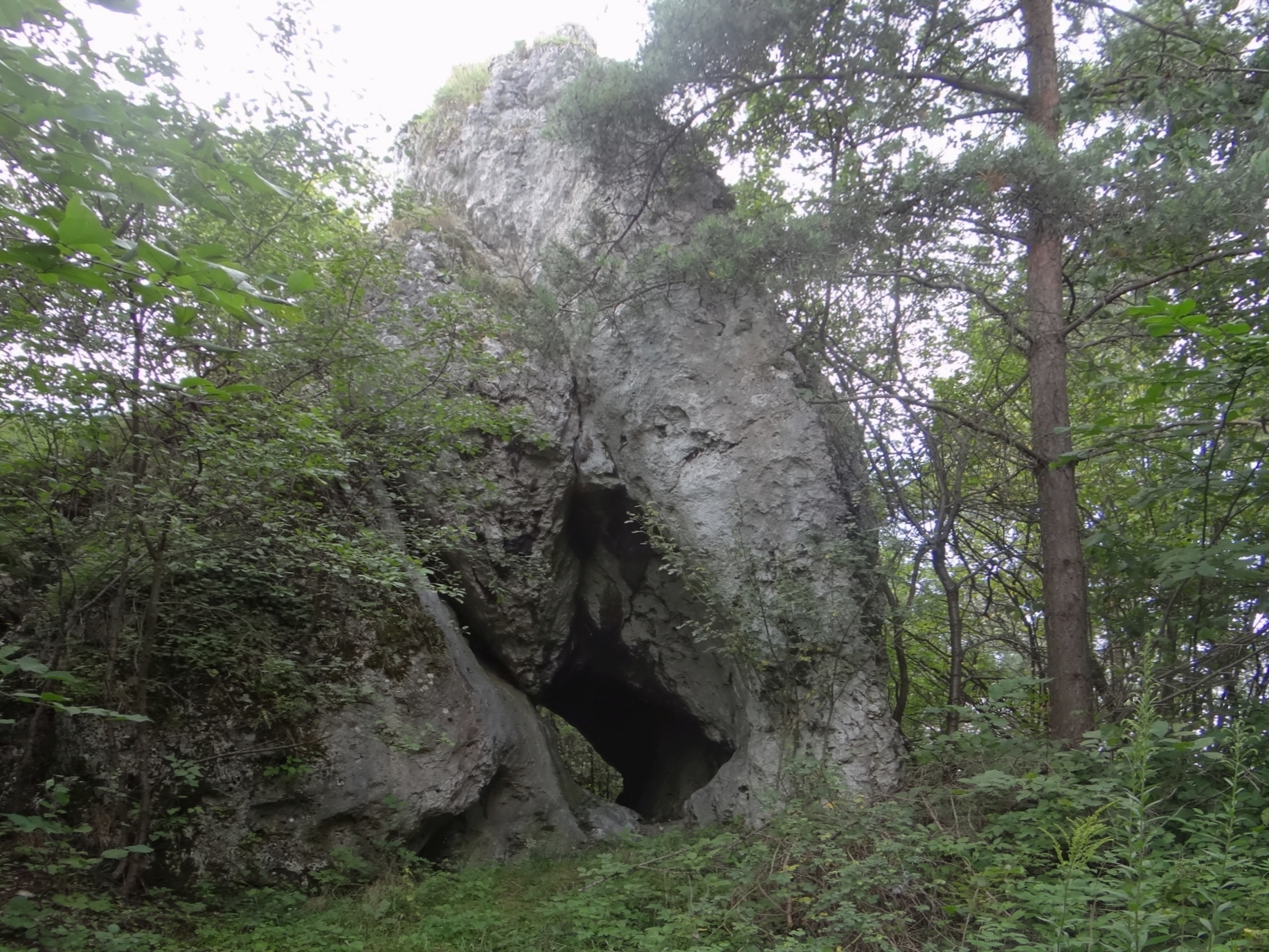
Skała z Tunelem w Dupnicy
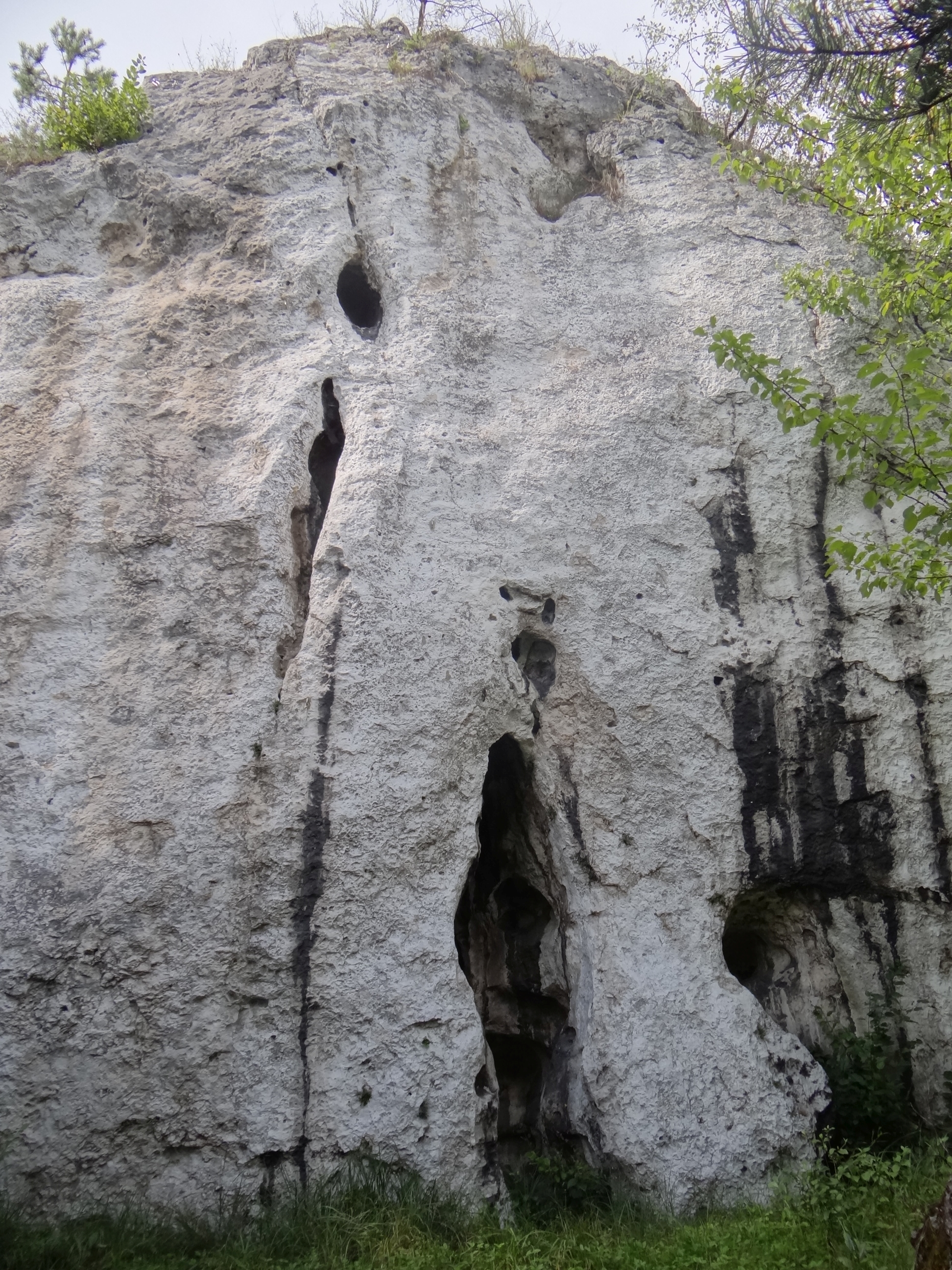

W skałach Dupnicy znajduje się kilka schronisk: Komin w Dupnicy, Niski Tunel, Schronisko w Dupnicy Pierwsze, Schronisko w Dupnicy Drugie, Pochyła Szczelina i Tunel w Dupnicy. 